# Prenzlauer Berg
Prenzlauer Berg és un barri (Ortsteil) de Berlín situat just al nord del centre històric de la ciutat. Forma part del districte de Pankow.
Des de la seva fundació, al 1920, fins a la fusió amb els districtes veïns de Weißensee i Pankow, en la reforma administrativa de 2001, era un districte separat.
Prenzlauer Berg, històricament un barri obrer de la part oriental de Berlín, va esdevenir durant la dècada dels 90, després de la reunificació d'Alemanya, el centre de la joventut bohèmia de Berlín i recentment ha experimentat el procés de gentrificació.

## Geografia
Prenzlauer Berg és la part més al sud del districte de Pankow. Per l'oest i sud-oest fa frontera amb Mitte, al sud amb Friedrichshain-Kreuzberg, a l'est amb Lichtenberg, i al nord amb Weißensee i Pankow.
El punt més alt del barri està a 91 metres sobre el nivell del mar i es troba al nord-est del Volkspark Prenzlauer Berg. Aquest cim va ser creat a partir de les runes de les cases derruïdes després de la Segona Guerra Mundial.
A Prenzlauer Berg no hi ha gaire àrees verdes excepte el petit llac de Volkspark Prenzlauer Berg, i la piscina pública a Ernst-Thälmann-Park.

## Paisatge urbà
El paisatge urbà de Prenzlauer Berg es caracteritza per edificis antics, la majoria dels quals daten del segle xx, entre 1889 i 1905. Més del 80% de les cases van ser construïdes abans del 1948 i algunes cases realment antigues encara perduren, com la que es pot veure al carrer Kastanienallee 77 que data de 1848 i que és l'edifici més antic que queda al barri. Prenzlauer Berg es va veure relativament poc afectat pels bombardejos de la Segona Guerra Mundial comparat amb altres zones de Berlín. Des de l'inci de l'època de la República Democràtica Alemanya va estar totalment oblidat per les autoritats i deixat en un estat marginal. Prova d'això és el fet que les últimes ruïnes de la segona guerra mundial no van ser remogudes fins a la dècada dels 70. Després de la caiguda del mur de Berlín i la reunificació d'Alemanya, el barri va patir un procés de transformació, convertint-se en uns dels barri més populars de Berlín.

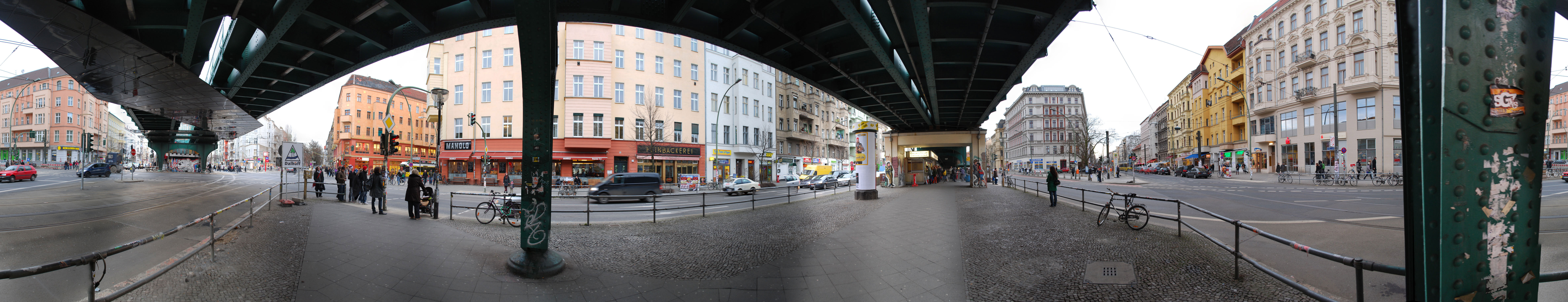
Vista panoràmica de la intersecció de la Schönhauser Allee amb Danziger i Eberswalder Straße.

Avui, Prenzlauer Berg és un conjunt homogeni d'edificis històrics. Més de 300 edificis són considerats i protegits com a monuments històrics, com per exemple la piscina municipal d'Oderberger Straße i les cerveseries de Milastraße i Knaackstraße. L'àrea central es caracteritza per restaurants i bars. La cuina típicament berlinesa es concentra a Kastanienalle i també al voltant de Kollwitzplatz i Helmholtzplatz. Pel que fa a la vida nocturna, la parada de metro de la línia U2 d'Eberswalder Straße n'és l'epicentre, ja que s'ubica just a la interesecció de carrers importants com Schönhauser Allee, Danziger Straße, Eberswalder Straße, Kastanienallee i Pappelallee. Aquesta àrea és coneguda com a "Ecke Schönhauser" ("Cantonada de Schönhauser").
Pel que fa a la planificació urbanística, el barri és bastant homogeni, amb predominança d'efidicis de 5 plantes en illes d'edificis tancades amb pati interior, alguns relativament grans.
Alguns dels edificis més notables són les esglésies, on destaca l'església de Gethsemane de l'arquitecte August Orth al carrer Stargarder. El seu campanar de 66 metres es veu, però, superat pels campanars de 68 i 79 metres de l'església Immanuelkirche a Prenzlauer Allee i la Segenskirche a Schönhauser Allee respectivament. A Prenzlauer Berg també s'ubica la sinagoga més gran d'Alemanya. La construcció d'aquesta sinagoga ubicada al carrer Rykestrasse va començar a finals del 1903 i va acabar-se de construir el 4 de setembre de 1904. Aquesta sinagoga no va veure's afectada pel pogrom de La nit dels vidres trencats el 1938, ja que estava privilegiadament envoltada d'edicis residencials. El 1940, però, la sinagoga va ser profanada i confiscada. En acabar la segona guerra mundial, al juliol de 1945 va tornar a obrir i va patir diverses renovacions (1952/1953, 1976, 1987/1988) i amb motiu del seu centenari va ser restaurada per retornar-li la seva esplendor original. Al cementiri jueu de Schönhauser Allee, obert l'any 1827, hi ha més de 22.500 tombes i 740 tombes familiars, incloent-hi alguns personatges destacats com David Friedländer, Max Liebermann, Leopold Ullstein, Ludwig Bamberger, Eduard Lasker i Giacomo Meyerbeer.

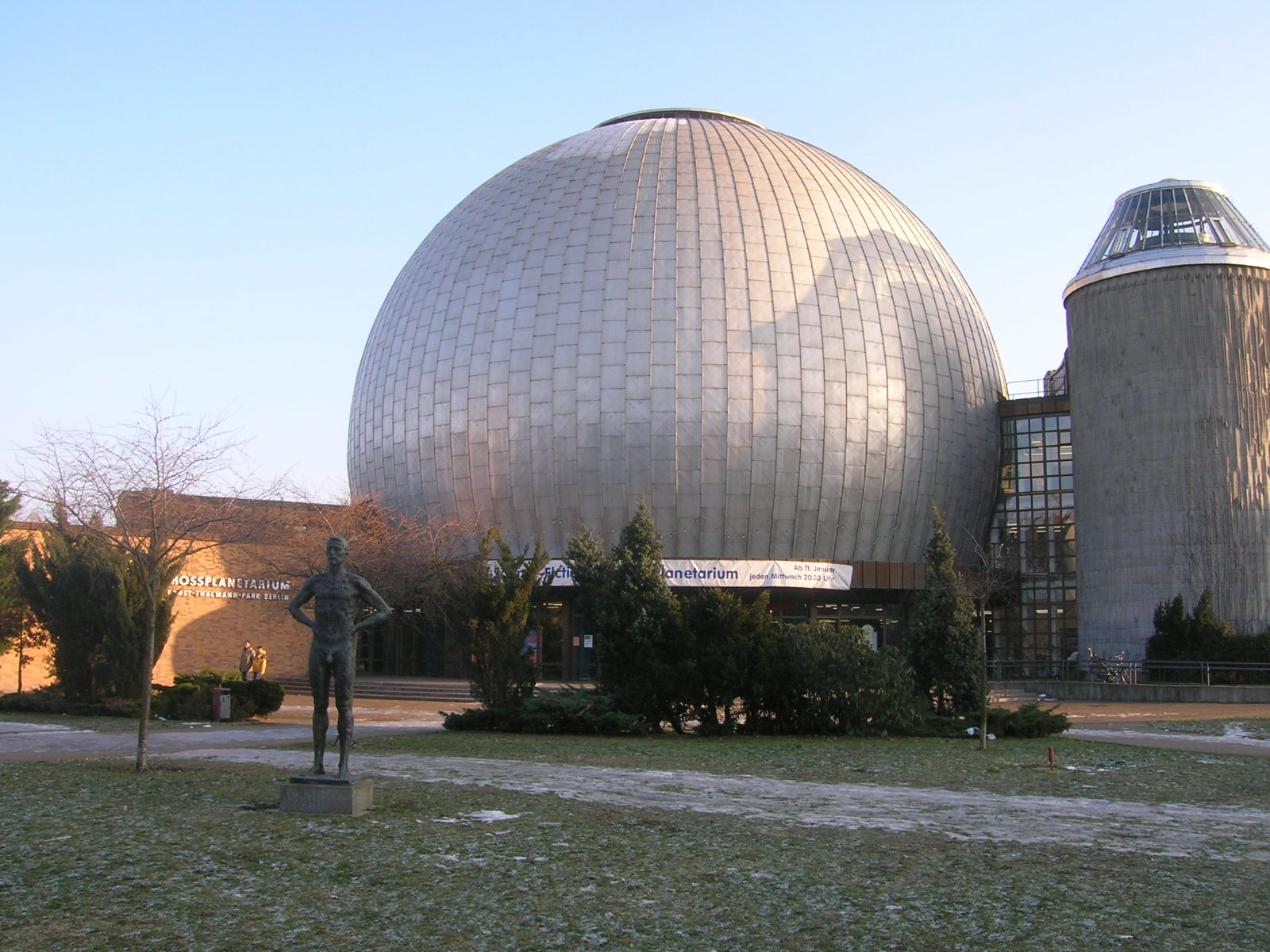
El Zeiss-Großplanetarium Berlin

Potser un dels edificis més característics de Prenzlauer Berg és l'antiga Torre de l'Aigua (Wasserturm) al carrer Rykestraße cantonada amb Knaackstraße, que data de l'any 1877 i que va ser el primer dipòsit d'aigua de tot Berlín. També el planetari de Zeiss-Großplanetarium a Prenzlauer Allee, obert el 1987, és un edifici destacat.
A la part més oest del barri, tocant a Mitte, hi ha el Mauerpark (Parc del Mur). Aquesta àrea verda està situada a la zona de seguretat del tros de Mur que separava les dues parts de Berlin en el seu trajecte des de Nordkreuz i Bernauer Straße, d'on li ve el nom. Durant els 40 anys que van passar des de la construcció del mur fins a la seva demolició, el parc era una àrea de seguretat.

## Història
Prenzlauer Berg es va desenvolupar durant la segona meitat del segle xix basat en un disseny de pla urbanístic de James Hobrecht de l'any 1862. A partir de la caiguda del Mur de Berlín, el barri que fins aleshores havia estat un barri majorment proletari i abandonat va passar a ser un barri freqüentat per estudiants i artistes joves atrets pels lloguers barats. A partir de la popularització del barri es va produir un increment dels preus de lloguers any rere any que l'han acabat convertint en la zona amb els llguers més cars de Berlín. Aquest fet ha provocat que part dels seus residents originals s'hagin vist amb l'obligació de marxar del seu barri, empesos per uns preus abusius i ha fet que el barri quedi poblat per famíles acomodades i avui és un dels més clars i coneguts exemples de gentrificació.

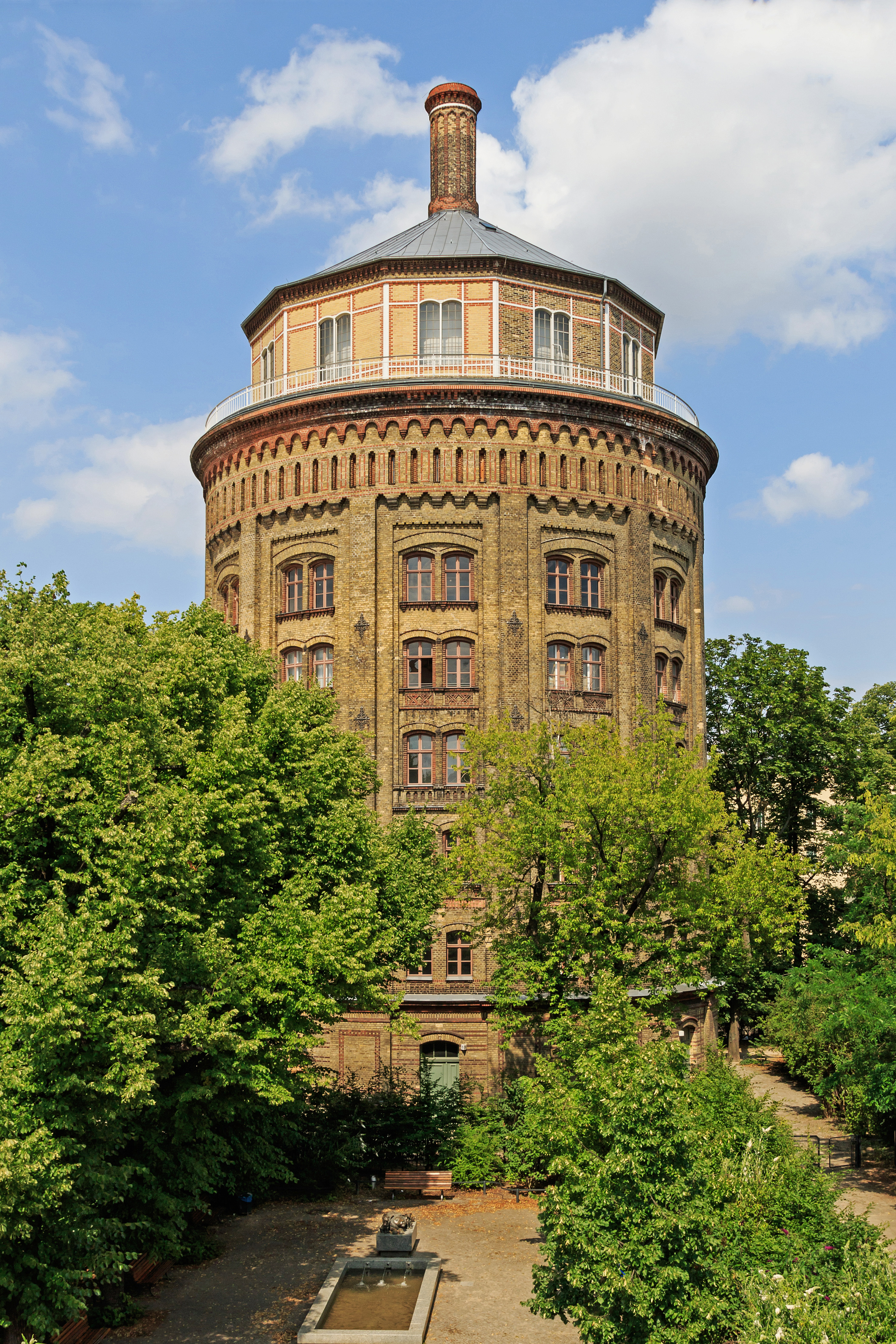
Torre d'aigua

Alguns edificis antics com la Torre d'Aigua, prop de la Kollwitzplatz, o el Prater Beer Garden a Kastanienallee, així com algunes cerveseries antigues encara li donen un aire que recorda els dies quan Prenzlauer Berg era part del que s'anomenava Steinernes Berlin (Rocky Berlin) descrit per l'autor Werner Hegemann el 1930.
Actualment, incontables bars, cafès, galeries i petites botigues creen una atmosfera de vida diària (i nocturna) única a Berlín. Juntament amb Schöneberg, Neukölln i Mitte, Prenzlauer Berg és el focus de l'escena artística berlinesa.
Prenzlauer Berg ha esdevingut recentment famós per ser un dels pocs llocs a Alemanya que ha experimentat un baby boom en els darrers anys. A Prenzlauer Berg hi ha molts parcs infantils com els de Helmholtzplatz i Kollwitzplatz, kitas (escoles bressol) i botigues d'accessoris, roba i complements per a infants.

## Llocs d'interès
- Gethsemane Church, antic lloc de reunió de la resistència contra el govern de l'RDA
- Helmholtzplatz i Kollwitzplatz els dies de mercat
- Cementiri jueu a Schönhauser Allee, on el pintor Max Liebermann i el compositor Giacomo Meyerbeer estan enterrats
- Mauerpark (zona on abans hi havia el Mur de Berlin)
- Sinagoga Rykestrasse
- Torre de l'Aigua, dissenyada per Henry Gill, i finalitzada el 1875.